# Schloppach
Schloppach ist ein Gemeindeteil der Stadt Waldsassen im oberpfälzischen Landkreis Tirschenreuth.

## Geografie
Schloppach liegt im Oberpfälzer Wald, nahe der Grenze zur Tschechischen Republik. Das Dorf liegt vier Kilometer nordöstlich von Waldsassen.

## Geschichte
Die Bayerische Uraufnahme zeigt Schloppach in den 1810er Jahren mit elf Herdstellen, die zumeist als Vierseithöfe gebaut sind. Lediglich zwei Höfe liegen nördlich der Wondreb, der größere Rest des Dorfes jedoch südlich dieses Flusses.
Vom Mittelalter bis kurz nach der Mitte des 19. Jahrhunderts gehörte Schloppach zur sogenannten „Fraisch“ oder „Frais“, einem Gebiet, das der gemeinsamen Gerichtsbarkeit der Stadt Eger und des Stiftes Waldsassen unterstand. Das Dorf gehörte in diesem Gebiet zu den sogenannten „ungemengten“ Ortschaften, was bedeutete, dass in diesem Ort ausschließlich Untertanen des Stiftes Waldsassen lebten. Das Gebiet der Neualbenreuther Fraisch überdauerte auch die Säkularisation in Bayern, die Rechtsnachfolge des Stiftes Waldsassen trat dabei das Königreich Bayern an. Erst als das Königreich und das Kaisertum Österreich 1862 den Wiener Staatsvertrag abschlossen, endete die Existenz dieses Kondominiums. Seit dem 19. Jahrhundert gehört Schloppach zur Stadt Waldsassen. Im Jahr 1970 lebten 52 Einwohner in Schloppach, 1987 waren es 36.